# Restio patens
Restio patens är en gräsväxtart som beskrevs av Maxwell Tylden Masters. Restio patens ingår i släktet Restio och familjen Restionaceae. Inga underarter finns listade i Catalogue of Life.